# Symphonic metal
Symphonic metal là một thể loại nhạc rock mới được hình thành vào cuối thập niên 90 của thế kỷ 20, kết hợp giữa heavy metal và âm hưởng của nhạc giao hưởng cổ điển, thường yêu cầu có dàn nhạc lớn chơi kèm chứ không như rock thường chỉ có guitar là chủ yếu. Thể loại nhạc này xuất phát từ Bắc Âu, nhưng không được ưa chuộng ở Mỹ, nơi mà nhạc "Pop" và "Hip Hop" thịnh hành.
Các ban nhạc symphonic metal có thể có các giọng ca được đào tạo theo phương pháp cổ điển, trong trường hợp đó, họ có thể được gán cho những biệt danh như opera metal hoặc operatic metal. Có lẽ những ví dụ tiên phong và nổi bật nhất của ban nhạc symphonic metallà ban nhạc Thụy Điển Therion, ban nhạc Phần Lan Nightwish, ban nhạc Ý Rhapsody of Fire và ban nhạc Hà Lan Within Temptation, The Gathering và Epica. Tất cả sáu ban nhạc đều tập trung nhiều vào các yếu tố phổ biến trong nhạc nền phim ngoài các thành phần cổ điển cơ bản được sử dụng rộng rãi hơn trong thể loại này.

## Đặc điểm âm nhạc
Các nhánh metal con điển hình nhất bao gồm một nhóm con của các ban nhạc giao hưởng là gothic metal, power metal, black metal, death metal và heavy metal cổ điển. Cũng như nhiều ban nhạc metal khác, những ban nhạc áp dụng phong cách giao hưởng có thể bị ảnh hưởng từ một số nhóm mental con.
Keyboar của music workstation và dàn nhạc thường là đặc điểm chính của phong cách, giúp phân biệt giao hưởng với các ban nhạc không phải giao hưởng trong cùng một phân nhánh metal. Các nhạc cụ khác, bao gồm guitar, bass và trống, đôi khi có thể chơi các phần tương đối đơn giản trái ngược với các phần phức tạp và nhiều sắc thái của bàn phím và/hoặc dàn nhạc. Các ban nhạc không sử dụng nhạc cụ dàn nhạc trực tiếp trên bản ghi âm của họ hoặc khi phát trực tiếp thường sử dụng các cài đặt trước của máy trạm trên bàn phím máy trạm (i. E. Dây, dàn hợp xướng, piano, đàn ống, v.v.) để tạo ra âm thanh "dàn nhạc giả", trong đó các bộ phận được chơi thành ngữ theo kỹ thuật bàn phím. Đây là đặc điểm đặc biệt của các ban nhạc ít được biết đến với ngân sách eo hẹp hơn. Một số ban nhạc symphonic metalkiêng hoàn toàn việc sử dụng phím, họ thích sử dụng các bản nhạc đệm của dàn nhạc được dàn nhạc giao hưởng trực tiếp và/hoặc dàn hợp xướng thu âm trước trong suốt album hoặc được ghi bằng các nhạc cụ phần mềm ảo trong sequencer. Đây là đặc điểm đặc biệt của các ban nhạc có sự sắp xếp sâu hơn và phức tạp hơn, điều này có thể gây khó khăn hơn cho một hoặc hai người chơi keyboard trong việc tái tạo sự trung thực trong một buổi biểu diễn trực tiếp.

## Nguồn gốc và phát triển

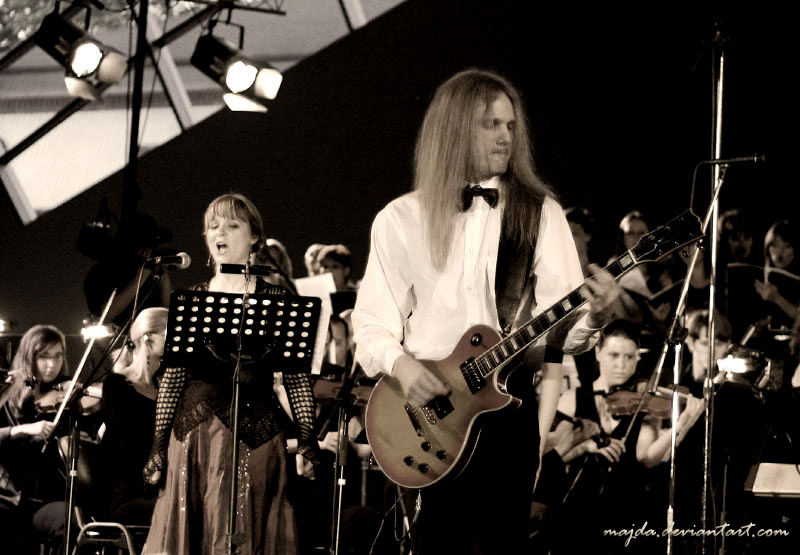
Lori Lewis và Christofer Johnsson của Therion với dàn nhạc giao hưởng và dàn hợp xướng trong buổi biểu diễn cổ điển trực tiếp tại Liên hoan Opera Miskolc, Hungary, 2007.

### Symphonic power metal

Một số ban nhạc power metal giao hưởng được biết đến nhiều nhất
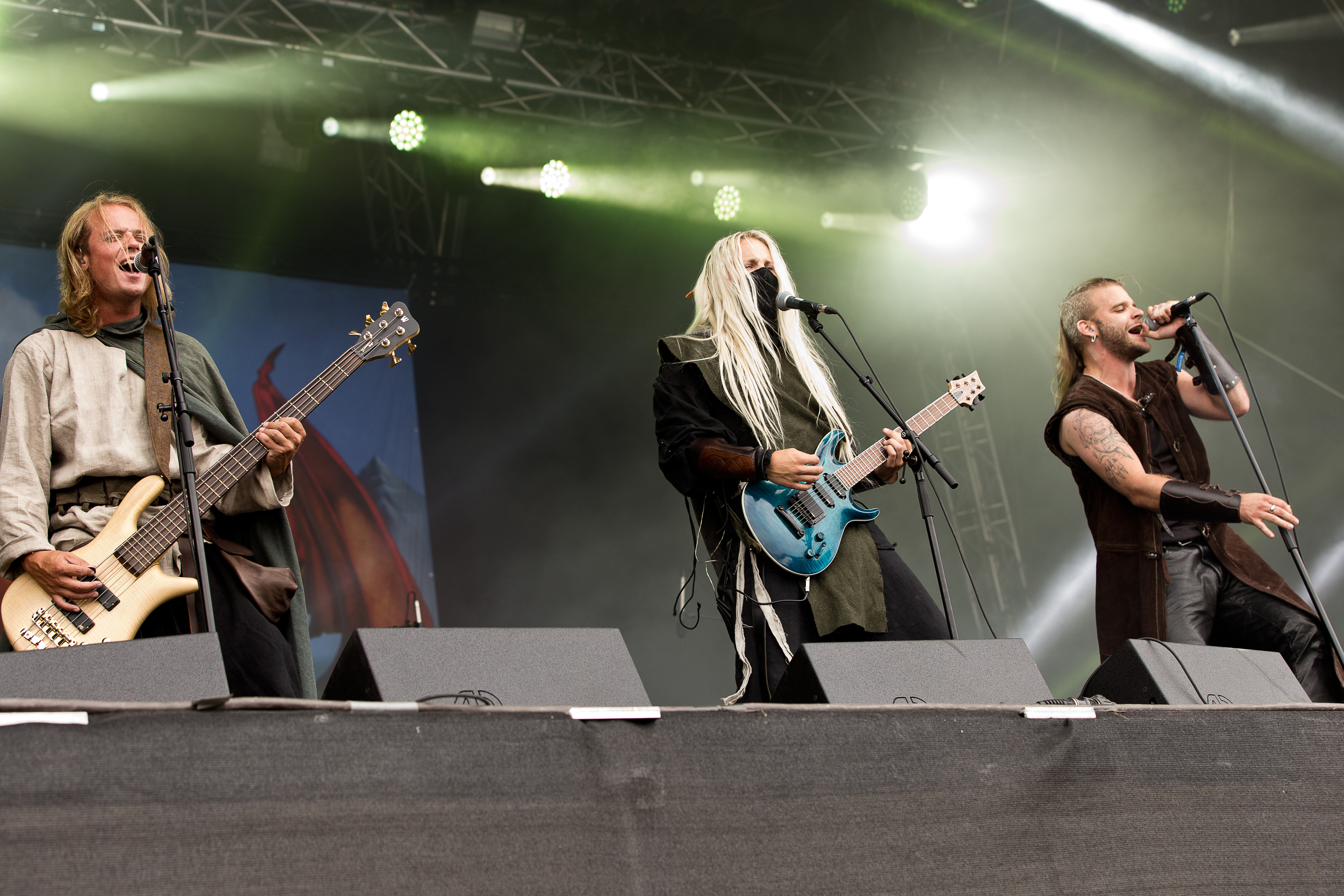
Twilight Force
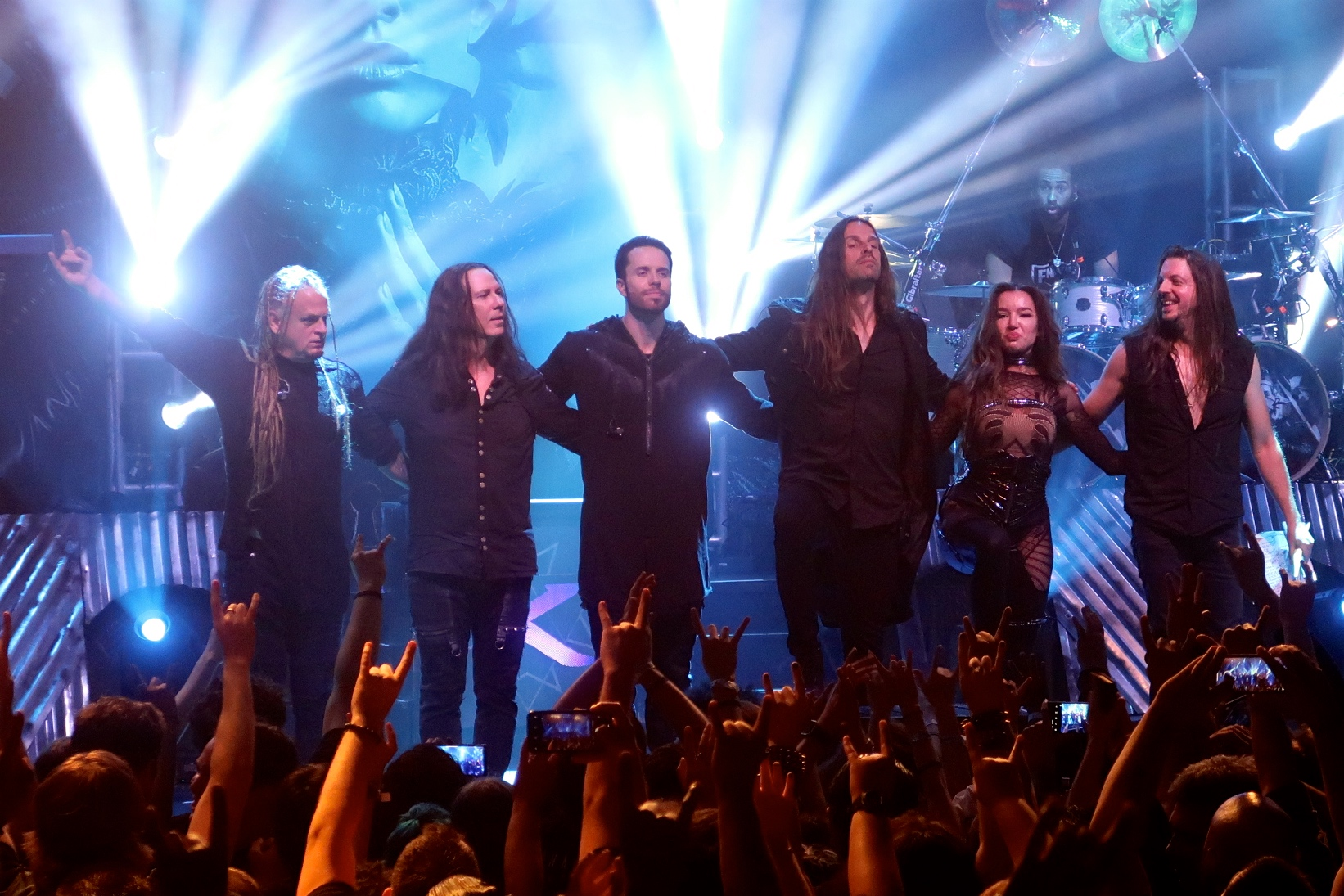
Kamelot
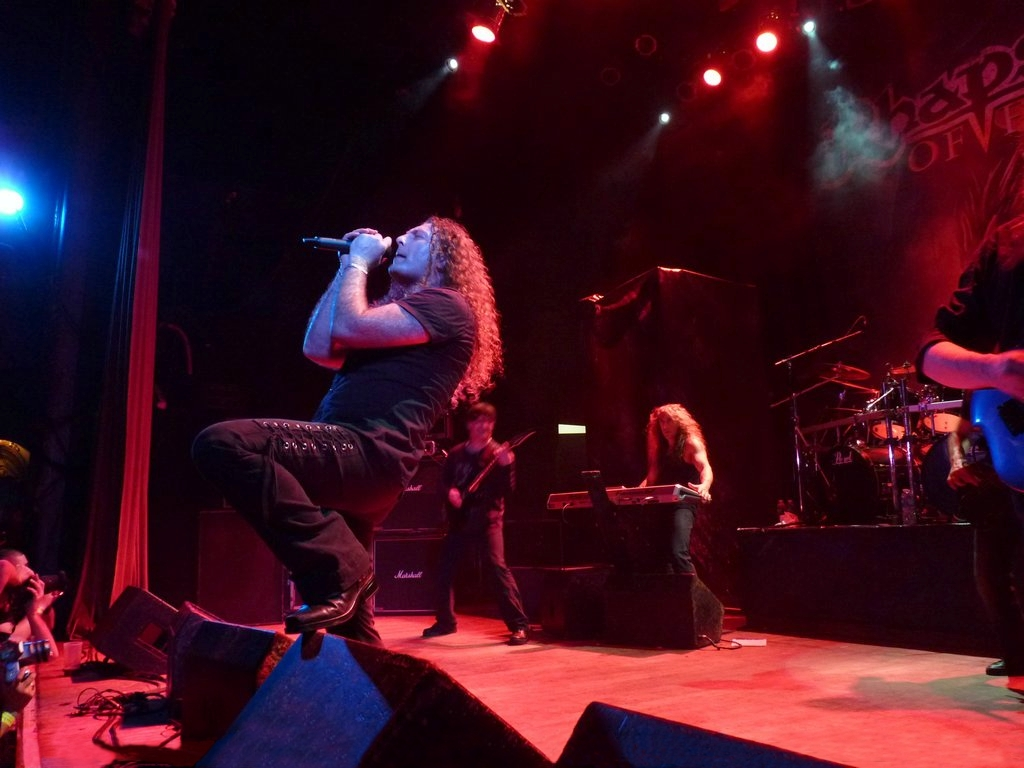
Rhapsody of Fire
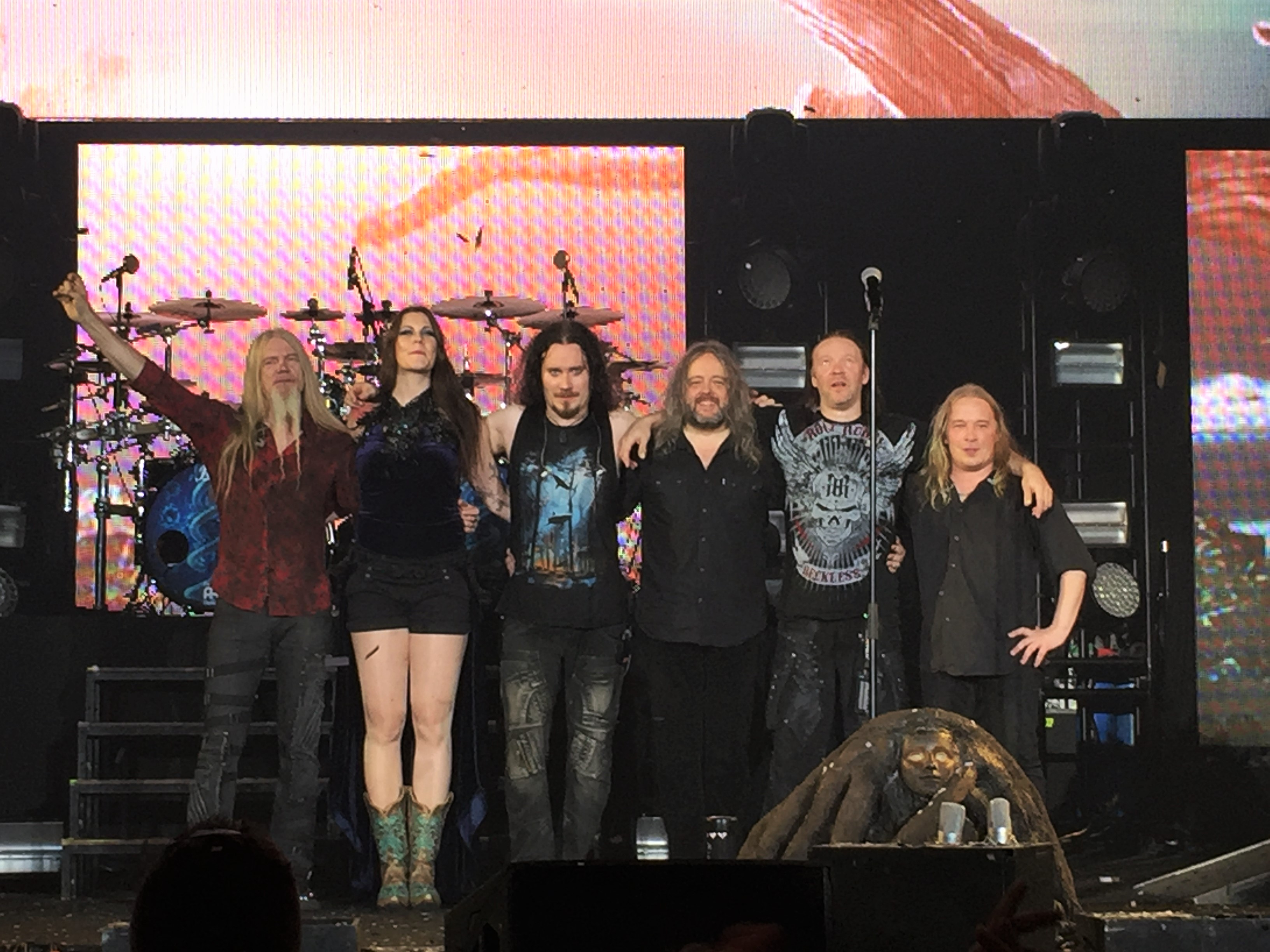
Nightwish
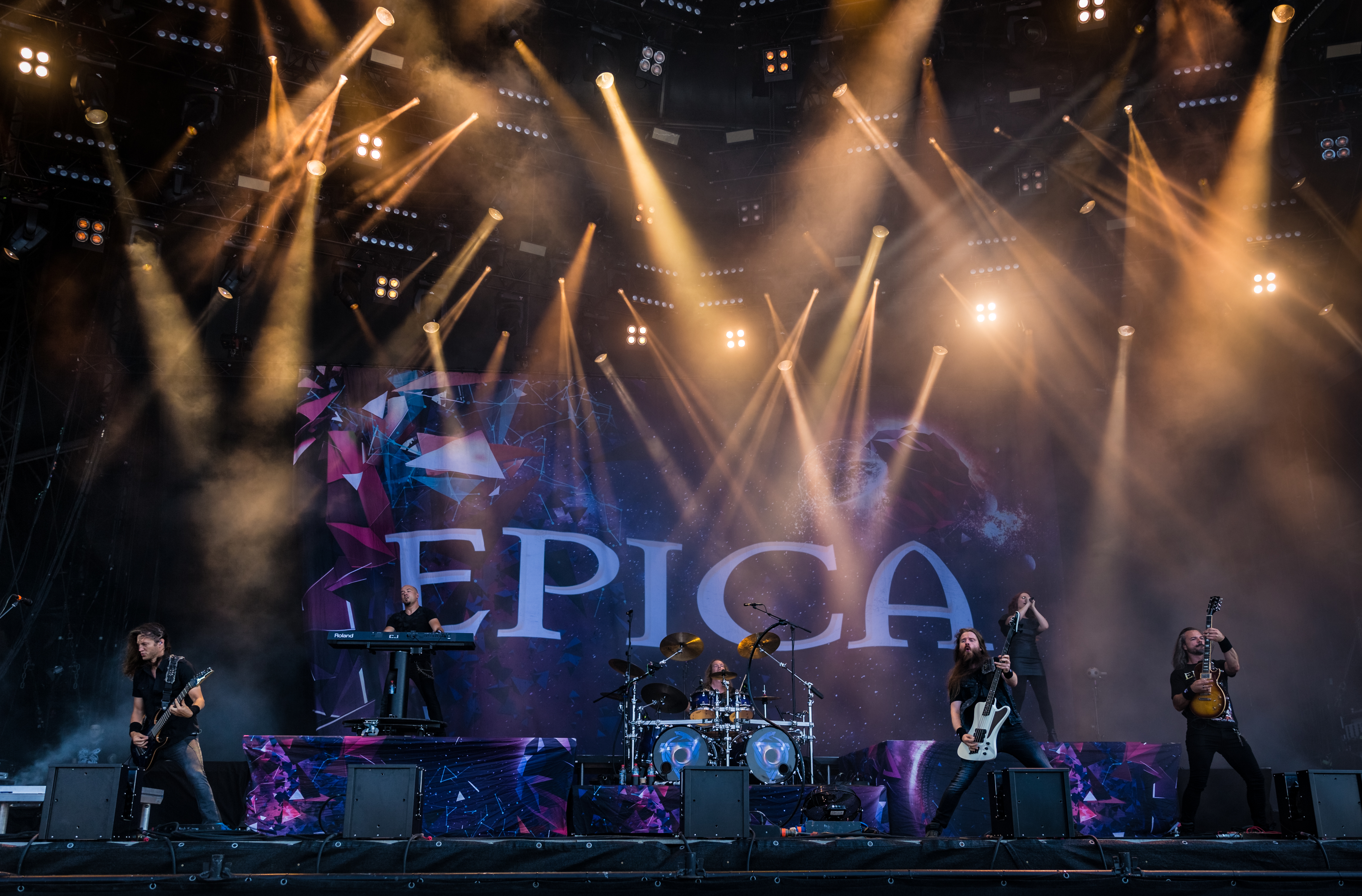
Epica
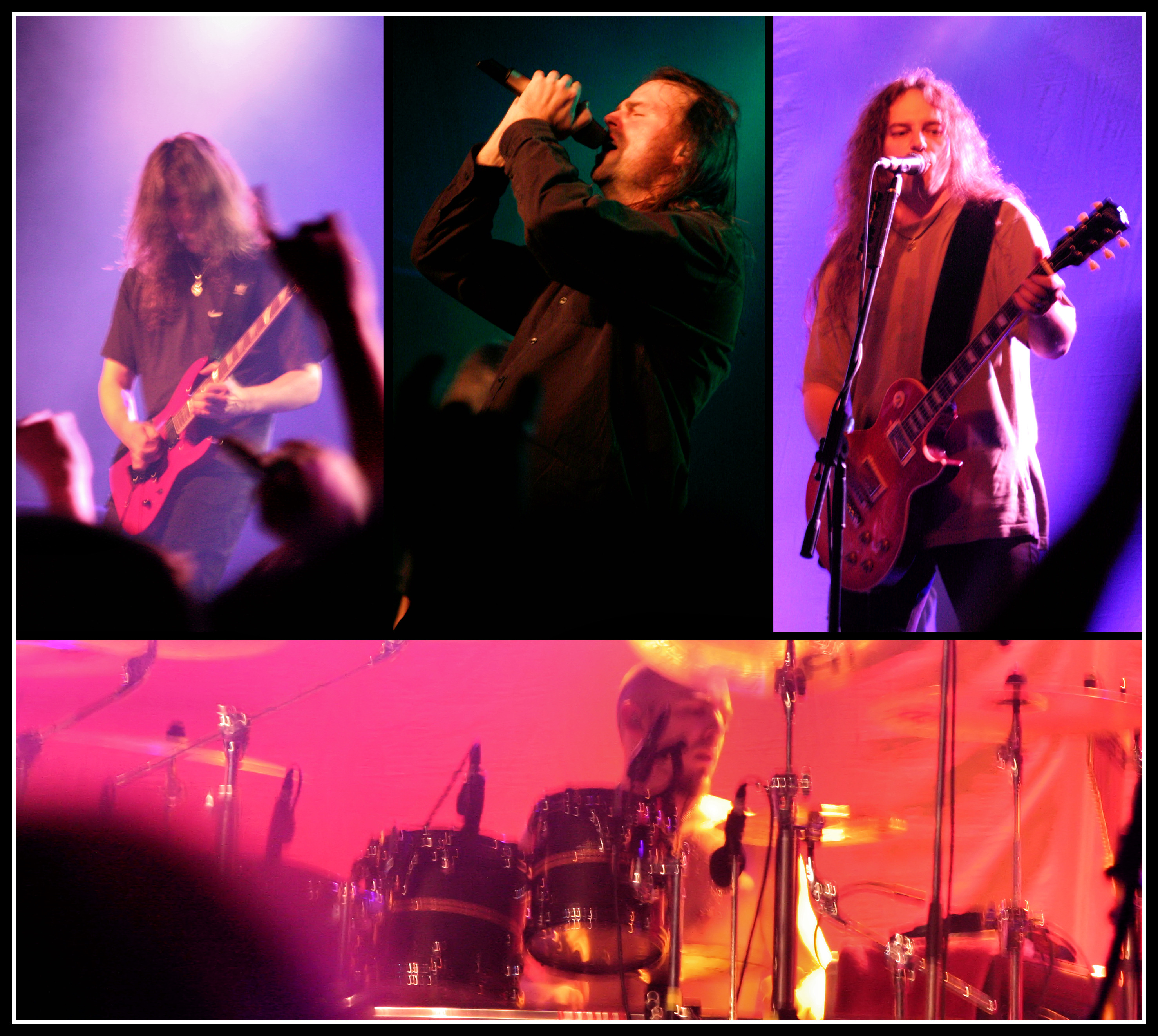
Blind Guardian